# Komisariat Straży Granicznej „Brzeźno”
Komisariat Straży Granicznej „Brzeźno” – jednostka organizacyjna Straży Granicznej pełniąca służbę ochronną na granicy polsko-niemieckiej w latach 1928–1939.

## Formowanie i zmiany organizacyjne
W drugiej połowie 1927 przystąpiono do gruntownej reorganizacji Straży Celnej. W praktyce skutkowało to rozwiązaniem tej formacji granicznej.
Rozporządzeniem Prezydenta Rzeczypospolitej Polskiej Ignacego Mościckiego z 22 marca 1928 roku, do ochrony północnej, zachodniej i południowej granicy państwa, a w szczególności do ich ochrony celnej, powoływano z dniem 2 kwietnia 1928 roku  Straż Graniczną.
Rozkazem nr 2 z 19 kwietnia 1928 roku w sprawie organizacji Pomorskiego Inspektoratu Okręgowego dowódca Straży Granicznej gen. bryg. Stefan Pasławski przydzielił komisariat „Prądzona” do Inspektoratu Granicznego nr 7 „Chojnice” i określił jego strukturę organizacyjną. 
Rozkazem nr 5 z 2 września 1930 roku w sprawie nazw inspektoratów granicznych i komisariatów  komendant Straży Granicznej płk Jan Jur-Gorzechowski nakazał z dniem 31 1930 znieść placówkę II linii „Prądzona”. 
Rozkazem nr 12 z 10 stycznia 1930 roku  w sprawie reorganizacji Pomorskiego Inspektoratu Okręgowego komendant Straży Granicznej płk Jan Jur-Gorzechowski ustalił nową organizację i lokalizację komisariatu.
Rozkazem nr 2 z 30 listopada 1937 roku w sprawach [...] przeniesienia siedzib i likwidacji jednostek, komendant Straży Granicznej płk Jan Gorzechowski zniósł placówkę II linii „Brzeźno” i posterunek SG „Zapcań”.
We wrześniu 1939 pluton wzmocnienia Komisariatu rozmieszczony był w luce pomiędzy Pomorską Brygadą Kawalerii, a Zgrupowaniem „Chojnice”. W razie przekroczenia przez Niemców granicy państwowej, miał wycofać się do Lubni.

## Służba graniczna
Kierownik Pomorskiego Inspektoratu Okręgowego Straży Granicznej mjr Józef Zończyk w rozkazie organizacyjnym nr 2 z 8 czerwca 1928 roku udokładnił linie rozgraniczenia komisariatu. Granica północna: kamień graniczny nr C 003; granica południowa: kamień graniczny nr C 276.
Sąsiednie komisariaty
- komisariat Straży Granicznej „Lipusz” ⇔ komisariat Straży Granicznej „Zielona Chocina” − 1928
- komisariat Straży Granicznej „Lipusz” ⇔ komisariat Straży Granicznej „Konarzyny” − 1930

## Funkcjonariusze komisariatu
| Kierownicy/komendanci komisariatu | Kierownicy/komendanci komisariatu | Kierownicy/komendanci komisariatu |
| stopień                           | imię i nazwisko                   | okres pełnienia służby            |
| --------------------------------- | --------------------------------- | --------------------------------- |
| aspirant                          | Czesław Chludziński               | 1933−1939                         |
| Zastępcy komendanta komisariatu   |                                   |                                   |
| starszy strażnik                  | Rudolf Gruszka                    | 1 V 1939 –                        |

## Struktura organizacyjna
Organizacja komisariatu w kwietniu 1928:
- komenda − Prądzona
- podkomisariat Straży Granicznej „Dolne Ostrowite”
- placówka Straży Granicznej I linii „Łąkie”
- placówka Straży Granicznej I linii „Brzeźno”
- placówka Straży Granicznej I linii „Wierzchocina”
- placówka Straży Granicznej I linii „Prądzonka”
- placówka Straży Granicznej I linii „Wojsk”
- placówka Straży Granicznej I linii „Glisno”
- placówka Straży Granicznej II linii „Prądzona”
- placówka Straży Granicznej II linii „Dolne Ostrowite”

Organizacja komisariatu w styczniu 1930:
- komenda − Brzeźno
- placówka Straży Granicznej I linii „Łąkie”
- placówka Straży Granicznej I linii „Brzeźno”
- placówka Straży Granicznej I linii „Brzozowo”
- placówka Straży Granicznej I linii „Wierzchocina”
- placówka Straży Granicznej I linii „Glisno”
- placówka Straży Granicznej II linii „Brzeźno”
- placówka Straży Granicznej II linii „Prądzona”

Organizacja komisariatu w 1933
- placówka Straży Granicznej II linii Brzeźno
- placówka Straży Granicznej I linii Łąkie
- placówka Straży Granicznej I linii Brzeźno
- placówka Straży Granicznej I linii Brzozowo
- placówka Straży Granicznej I linii Wierzchocina

Organizacja komisariatu w 1936
- placówka Straży Granicznej II linii Brzeźno
- placówka Straży Granicznej I linii Łąkie
- placówka Straży Granicznej I linii Brzeźno
- placówka Straży Granicznej I linii Brzozowo
- placówka Straży Granicznej I linii Wierzchocina

Organizacja komisariatu w 1937
- placówka Straży Granicznej II linii Brzeźno
- placówka Straży Granicznej I linii Łąkie
- placówka Straży Granicznej I linii Brzeźno
- placówka Straży Granicznej I linii Brzozowo
- placówka Straży Granicznej I linii Wierzchocina